# Elísa Viðarsdóttir
Elísa Viðarsdóttir (* 26. Mai 1991) ist eine isländische Fußballspielerin, die seit 2016 für Valur Reykjavík spielt und 2012 erstmals in der isländischen Fußballnationalmannschaft der Frauen eingesetzt wurde. Sie ist die Schwester von Islands Rekordtorschützin Margrét Lára Viðarsdóttir.

## Karriere

### Verein
Elísa spielte 13 Tage nach ihrem 16. Geburtstag 2007 erstmals in einem Pokalspiel für ÍBV, wo auch ihre Schwester ihre Karriere begonnen hatte, und stand dabei in der Startelf, verlor mit ihrer Mannschaft aber mit 0:2. 2008 hatte sie dann sechs Einsätze in der zweiten isländischen Liga der Frauen sowie drei im Pokal. In den folgenden Jahren nahmen ihre Einsätze zu und 2010 konnte sie mit dem Verein die Zweitligameisterschaft erringen und in die höchste isländische Liga für Frauen, die Pepsideild kvenna aufsteigen. Dort kam sie 2011 in allen 18 Spielen zum Einsatz und erreichte mit ihrer Mannschaft den dritten Platz. Nach zwei weiteren Spielzeiten, in denen ÍBV Zweiter und Dritter wurde, folgte die mittlerweile zur Nationalspielerin gewordene Isländerin ihrer Schwester nach Schweden in die Damallsvenskan, wo sie zwei Jahre für Kristianstads DFF spielte – zuletzt zusammen mit ihrer Schwester, die 2014 schwangerschaftsbedingt ausgesetzt hatte. Hier war sie auch sofort Stammspielerin, kam mit der Mannschaft aber nicht über einen Mittelfeldplatz hinaus. 2016 kehrten die Schwestern dann zurück in ihre Heimat um für Valur Reykjavík zu spielen. 2019 konnten sie dann mit Valur die Meisterschaft gewinnen und an der Qualifikation zur UEFA Women’s Champions League 2020/21 teilnehmen. Nach einem 3:0 in der ersten Runde gegen HJK Helsinki konnten sie ihr erneutes Heimrecht in der zweiten Runde gegen Glasgow City FC nicht nutzen und verloren im Elfmeterschießen. In der Qualifikation zur UEFA Women’s Champions League 2021/22 verlor sie mit Valur im Halbfinale der ersten Runde mit 0:1 gegen die Frauen der TSG 1899 Hoffenheim. Ein Jahr später war in der zweiten Runde der Qualifikation gegen Slavia Prag Endstation.

### Nationalmannschaft

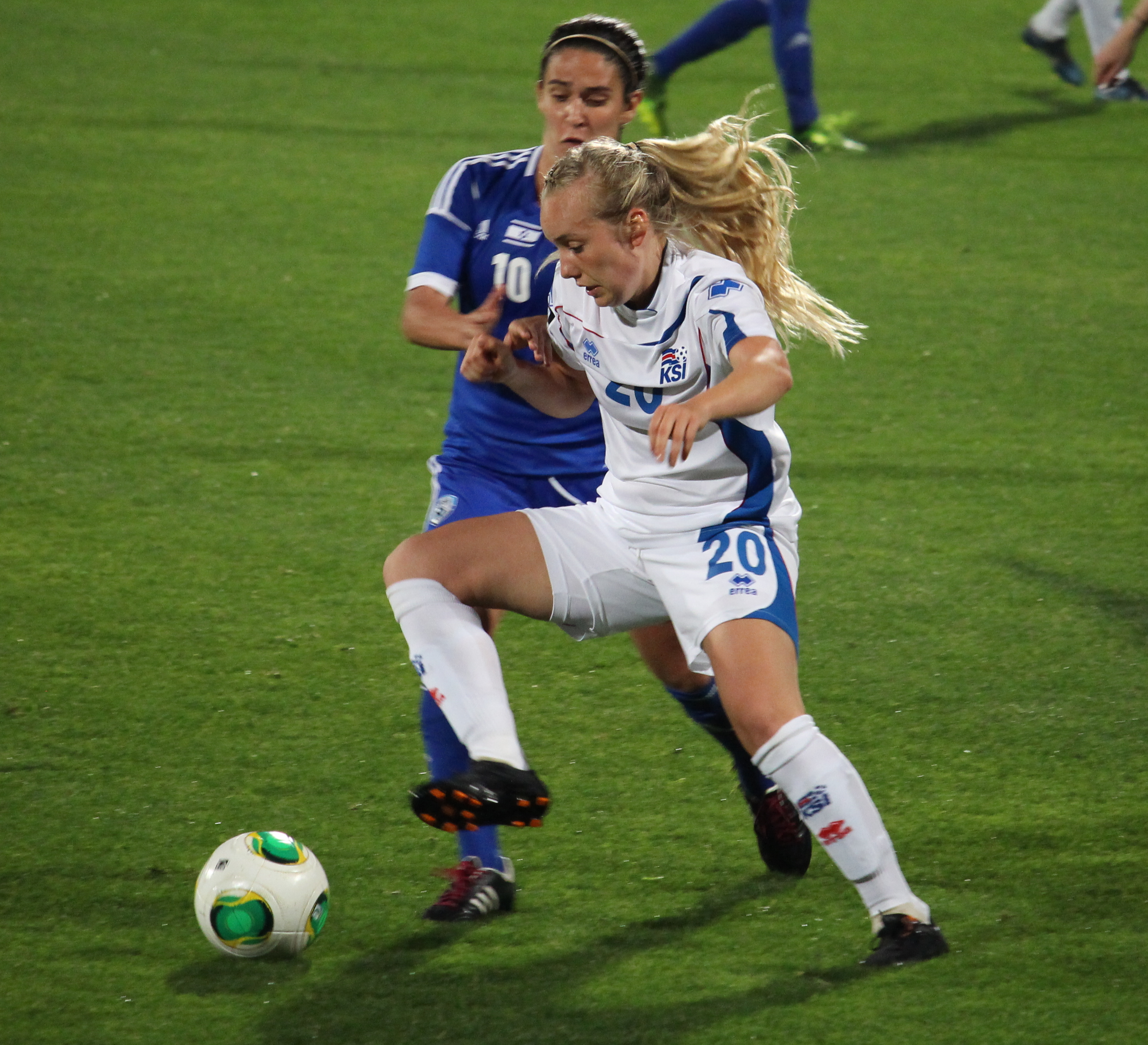
Elísa Viðarsdóttir für Island (2014)

Im Juli 2009 spielte sie zweimal für das isländische U-19-Team, im September nahm sie mit der U-19 an der ersten Qualifikationsrunde in Portugal für die U-19-Fußball-Europameisterschaft der Frauen 2010 teil. Als Gruppenzweite hinter der Schweiz erreichten sie die Eliterunde. Hier konnten sie Ende März/Anfang April 2010 beim Turnier in Sotschi zwar gegen den späteren Gruppensieger Spanien das erste Spiel gewinnen, verloren dann aber zweimal knapp gegen Russland und Tschechien, so dass sie Gruppenletzte wurden. Damit endete zunächst ihre Zeit in den U-Mannschaften. Im August 2012 bestritt sie dann noch ein Spiel für die U-23.
Schon vorher, am 29. Februar 2012 hatte sie beim Algarve-Cup ihren ersten Einsatz in der A-Nationalmannschaft. Bei der 0:1-Niederlage gegen Deutschland, bei der ihre Schwester – für die es das 78. Länderspiel war – in der Startelf stand, wurde sie zwei Minuten vor dem Spielende eingewechselt. Im zweiten Turnierspiel, das gegen Schweden mit 1:4 verloren wurde, wurde sie in der 80. Minute eingewechselt und beim 1:0-Sieg gegen China stand sie dann in der Startelf und spielte bis zum Ende mit. Im Spiel um Platz 5 gegen Dänemark wurde sie dann nach 84 Minuten ausgewechselt. Danach musste sie ein Jahr auf ihre nächsten Einsätze warten und wieder war es der Algarve-Cup, wo sie in zwei der drei verlorenen Gruppenspiele und beim mit 4:1 gegen Ungarn gewonnenen Spiel um Platz 9 eingesetzt wurde. 
Sie wurde dann auch noch bei einem Freundschaftsspiel im April eingesetzt und für die EM-Endrunde 2013 nominiert, dort aber nicht eingesetzt. Erst beim Algarve-Cup 2014 hatte sie wieder vier Einsätze und danach auch regelmäßig in der Qualifikation für die  WM 2015. Als schlechtester Gruppenzweiter verpassten die Isländerinnen aber nicht nur die direkte Qualifikation, sondern auch die Play-offs der Gruppenzweiten. Besser lief es in der Qualifikation für die EM 2017, wo sie in fünf der acht Spiele mitspielte und sich mit ihrer Mannschaft als Gruppensieger für die Endrunde qualifizierte. Sie kam dann noch beim Algarve-Cup 2017  und im April bei zwei Freundschaftsspielen zum Einsatz, für die Endrunde konnte sie aber ebenso wie ihre Schwester nicht nominiert werden. Erst im Januar 2019 kam sie bei einem Freundschaftsspiel während eines Trainingslagers im spanischen La Manga wieder zum Einsatz – allerdings nur für vier Minuten – und musste dann ein weiteres Jahr auf die nächsten beiden Einsätze warten, die sie beim Pinatar Cup hatte. Sie wurde dann auch für die letzten fünf Spiele in der Qualifikation für die EM 2022 nominiert, kam aber nicht zum Einsatz. Die Isländerinnen qualifizierten sich als einer der drei besten Gruppenzweiten für die EM-Endrunde. In den ersten sechs Spielen der Qualifikation für die WM 2023 hatte sie drei Einsätze.
Am 11. Juni 2022 wurde sie für die EM-Endrunde nominiert. Bei der EM wurde sie nur im zweiten Gruppenspiel gegen Italien eingesetzt, das wie das erste und dritte Gruppenspiel 1:1 endete. Mit diesen drei Remis reichte es nur zum dritten Platz.
Im vorletzten Gruppen-Spiel in der Qualifikation für die WM 2023 wurde sie eingewechselt. Nach einem 6:0-Sieg gegen Belarus kam es am letzten Spieltag in Utrecht zum Finale um den Gruppensieg gegen die Niederlande, wobei den Isländerinnen ein Remis gereicht hätte. Bis zur 3. Minute der Nachspielzeit hielten ihre Mitspielerinnen ohne sie ihr Tor sauber, dann mussten sie das einzige Tor des Spiels hinnehmen, wodurch sich die Niederländerinnen qualifizierten und die Isländerinnen in die Play-offs gegen Portugal mussten. Durch eine 1:4-Niederlage nach Verlängerung, bei der sie auch nur auf der Bank saß, verpassten sie endgültig die WM-Endrunde.

## Erfolge
- Isländische Meisterin 2019, 2021, 2022 und 2023
- Isländische Pokalsiegerin 2022, 2024
- Isländische Superpokalsiegerin 2022, 2025